# Xi Xi

Xi Xi alias Zhang Yan (Datum unbekannt)

Xi Xi (chinesisch: 西西; Pinyin: Xī Xī, Jyutping: Sai1 Sai1; Hongkonger Romanisierung: Sai Sai) war das Pseudonym der hongkong-chinesischen Schriftstellerin Zhang Yan (chinesisch: 張彥; Pinyin: Zhāng Yàn, Hongkonger Romanisierung: Cheung Yin; * 1937 in Shanghai; † 18. Dezember 2022 in Hongkong).

## Leben
Geboren in Shanghai, zog Zhang 1950 mit ihren Eltern nach Hongkong. Lange Zeit dachte sie, dass sie 1938 geboren worden wäre, doch in den 2010er Jahren stellte sie fest, dass sie bereits 1937 zur Welt gekommen war. Ihre Eltern, die kantonesischer Herkunft waren, flüchteten 1950 nach dem kommunistischen Sieg im chinesischen Bürgerkrieg nach Hongkong. Während China die Ausrufung der kommunistischen Volksrepublik China erlebte, war Hongkong damals eine Kronkolonie des Vereinigten Königreichs. Xi besuchte dort zunächst das Grantham College und machte 1958 ihren Abschluss. Danach arbeitete sie an einer Grundschule als Englischlehrerin. Parallel begann sie zu schreiben. Erste Erfolge gelangen ihr während der 1960er und 1970er Jahre. Mit 39 Jahren gab sie ihre Anstellung als Lehrerin auf, um sich auf ihr literarisches Schaffen zu konzentrieren. 1983 gelang ihr mit dem Gewinn des United Daily Prize der taiwanesischen Zeitung United Daily News für ihre Kurzgeschichte „A Woman Like Me“ der Durchbruch in der sinophonen Welt. Danach konnte sich Xi den Ruf einer der führenden Literaten Hongkongs aufbauen. Jennifer Feeley bezeichnete sie 2019 in einem Porträt für das Journal Chinese Literature Today als „eine von Hongkongs am meisten gefeierten und profilierten Schriftstellern“ und „eine Pionierin der chinesischen Literatur“. Xi starb am 18. Dezember 2022 im Alter von 85 Jahren in einem Hongkonger Krankenhaus an Herzversagen.

## Werk
In den 1960ern arbeitete Xi für einige Zeit hauptsächlich im Filmgeschäft, unter anderem als Drehbuchautorin, Filmemacherin und Filmkritikerin. Als Drehbuchautorin hatte sie zeitweise eine feste Anstellung bei den Shaw Brothers, mit Milky Way Galaxy drehte sie auch einen eigenen Film. Danach widmete sie sich insbesondere der Literatur. Xi schrieb vorrangig Romane, war aber auch in anderen Genres tätig, unter anderem in der Poesie. Ihr literarisches Frühwerk war noch inspiriert von ihrer Zeit im Filmgeschäft und ihrem Versuch, verschiedene Formen der Medien miteinander zu verweben. Seit den 1970ern veröffentlichte sie fast ausschließlich unter ihrem Pseudonym Xi Xi, das sie auf Kindheitserinnerungen zurückführte. Als Mädchen habe sie immer gern ein Hüpfspiel gespielt, wobei sie die beiden Schriftzeichen an die Haltung der Beine bei diesem Spiel erinnert haben sollen. In vielen Werken setzte sich Xi mit ihrer Heimatstadt, deren Entwicklungen und der Entstehung einer Hongkonger Identität zwischen britischer Kolonialmacht und volksrepublikanischem Nationalismus auseinander. In den Mittelpunkt stellte sie die Perspektive normaler Einwohner. Andere Werke waren inspiriert von persönlichen Erinnerungen oder Erfahrungen, unter anderem The Teddy Bear Chronicle (2008): Eine Brustkrebserkrankung 1989 musste operativ behandelt werden, wobei als Nebenwirkung ihre recht Hand ertaubte. Danach entdeckte sie als neues Hobby die Herstellung von Teddybären für sich. Häufig griff Xi auch auf Erzählungen anderer Autoren zurück und interpretierte diese um.
Neben ihren literarischen Werken war Xi auch Autorin verschiedener Kolumnen. Sie war zudem Herausgeberin zweier Literaturmagazine. Stilistisch gesehen nutzte Xi häufig für ihre Werke eine allegorische Sprache oder Struktur, beispielsweise in Form von Parabeln. Ihre bildliche Sprache ergänzte sie mitunter durch Zeichnungen. Die Journalistin Ilaria Maria Sala benannte 2021 auch Leichtigkeit, Humor, Wortspiele, Entfremdungen und Referenzen zu anderen Autoren oder geschichtlichen Ereignissen als weitere Charakteristika von Xis Werken. Durch solche Stilmittel schaffe sie es auch, ernste Themen aufzulockern. Jennifer Feeley ergänzte 2019, dass Xis Werke vor allem für ihre Intertextualität bekannt seien. Trotzdem sei sie eindeutig als Hongkonger Autorin zu identifizieren, bezögen sich die meisten ihrer Werke doch auf Themen aus der Hongkonger Gesellschaft. Esther M. K. Cheung führte 2007 auch Xis Experimente mit Erzähltechniken als weiteres Merkmal ihres Schaffens an, neben ihrer „Interaktion mit [anderen] Medien“ und stilistischen Mitteln.
Verschiedene Werke von Xi wurden in das Curriculum der Hongkonger High Schools aufgenommen. Xis Werk beeinflusste unter anderem verschiedene Hongkonger Autoren jüngerer Generationen. Besondere Aufmerksamkeit erhält ihr Werk seit der Übergabe Hongkongs an die chinesische Verwaltung 1997 in Form einer neuen Sonderverwaltungszone. Bei verschiedenen Protesten gegen die chinesische Verwaltung in den darauffolgenden Jahren wurden unter anderem Ausgaben von Xis My City und Beautiful Building als Symbol der Proteste genutzt. Mehrere Dokumentarfilme, unter anderem von Fruit Chan (My City, 2015), Qui Litao und Jiang Qiongzhou (We always read Xi Xi, 2014) griffen Xis Werk und teils auch die politische und soziale Bedeutung ihrer Bücher auf.

## Werke (Auswahl)
- 我城 (Wo cheng). 素葉出版社 (Su ye chu ban she), Hongkong 1979, OCLC 19950332 (im Englischen „My City“).
  - Meine Stadt. Suhrkamp, Berlin 2023, ISBN 978-3-518-43106-1.
- 美麗大厦 (Mei li da xia). 洪範書店有限公司 (Hong fan shu dian you xian gong si), Taipeh 1990, ISBN 957-9525-48-X (im Englischen „Beautiful Building“).
- 哀悼乳房 (Ai dao ru fang). 洪範書店有限公司 (Hong fan shu dian you xian gong si), Taipeh 1992, ISBN 957-674-023-1 (im Englischen „Mourning a breast“).
- 飛氈 (Fei zhan). 洪範書店有限公司 (Hong fan shu dian you xian gong si), Taipeh 1996, ISBN 957-674-095-9 (im Englischen „Flying Carpet“).
- 縫熊志 (Fèng xióng zhì). Joint Publishing HK, Hongkong 2008, ISBN 978-962-04-2858-6 (im Englischen „The Teddy Bear Chronicles“).

## Auszeichnungen
- 1983: United Daily Prize für Literatur der United Daily News[1]
- 2011: „Writer of the Year“ der Hongkonger Buchmesse[1]
- 2014: Hsing Yun Global Chinese Literary Award[1]
- 2019: Newman Prize for Chinese Literature[9]